# Ostrov (Piešťany)
Ostrov es un municipio del distrito de Piešťany en la región de Trnava, Eslovaquia, con una población estimada a final del año 2024 de 1210 habitantes.
Se encuentra ubicado en el centro-este de la región, cerca del río Váh (cuenca hidrográfica del Danubio) y de la región de Nitra.

## Demografía
| Año        | 1994 | 2004    | 2014    | 2024    |
| ---------- | ---- | ------- | ------- | ------- |
| Población  | 1165 | 1154    | 1236    | 1210    |
| Diferencia |      | −0,94 % | +7,10 % | −2,10 % |

| Año        | 2023 | 2024    |
| ---------- | ---- | ------- |
| Población  | 1221 | 1210    |
| Diferencia |      | −0,90 % |